# Тур Мелеса Зенауи
Тур Мелеса Зенауи (англ. Tour Meles Zenawi), также известный как Тур Эфиопии (англ. Tour Ethiopian ) — шоссейная многодневная велогонка, проходившая по территории Эфиопии в 2016—2017 годах.

## История
В 2013 году, через год после смерти бывшего президента Эфиопии и действующего премьер-министра Мелеса Зенауи, было принято решение провести гонку основные цели которой были отметить его неисчислимый вклад в развитие своей страны и помочь распространению велоспорта в стране и на континенте. Гонка получила название в его честь.
Первые гонки были предположительно любительскими в которых участвовали местные клубы, а их дистанция составляла в районе 800 км.
В 2016 году гонка вошла в календарь Африканского тура UCI с категорией 2.2. На следующий год прошла во второй раз и после 2017 года больше не проводилась.
Обе гонки в рамках Африканского тура состояли из 5 этапов и включали день отдыха. Маршрут в 2016 году проходил в регионе Тыграй. А в 2017 году в Области Народностей Южной Эфиопии и Оромии с финишем в столице страны Аддис-Абебе. Общая протяжённость дистанции составляла около 550 км.
Участие в гонке принимали африканские сборные Алжира, Анголы, Буркина-Фасо, Ганы, Джибути, Египта, Зимбабве, Камеруна, Кении, Кот-д’Ивуара, Марокко, Нигерии, Руанды, Сенегала, Судана, Танзании, Уганды, ЮАР, Эфиопия выставляла несколько команд.
Проводились в конце августа, поскольку именно в этом месяце скончался Зенауи. Организатором выступала Федерация велоспорта Эфиопии (ECF).

## Призёры
| Год  | Победитель  | Второй           | Третий             |
| ---- | ----------- | ---------------- | ------------------ |
| 2016 | Тедрос Редэ | Алем Грмай Абебе | Гетачью Атсбха     |
| 2017 | Вилли Смит  | Кибром Хайлай    | Фисеха Гебремариам |